# Kamerlingh Onnes (cráter)

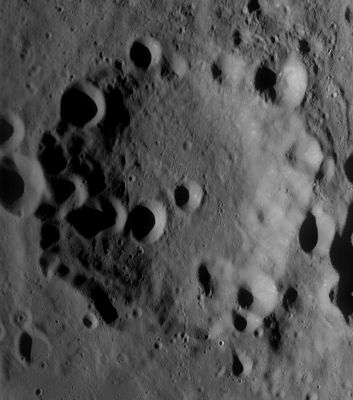
Fotografía de la misión LRO

Kamerlingh Onnes es un cráter de impacto de la cara oculta de la Luna, situado a un diámetro al noroeste del cráter Kolhörster. Al norte de Kamerlingh Onnes se encuentra Shternberg y al noroeste aparece Weyl.
|  |

Se trata de un cráter desgastado y erosionado, ligeramente alargado en la dirección este-oeste y con una forma algo ovalada. Una serie de pequeños cráteres se encuentran su brocal, particularmente en el lado norte. El suelo interior está marcado solo por unos pequeños cráteres, y por los trazos del sistema de marcas radiales del cráter Ohm, situado al noreste.